# 米利都的伊西多爾

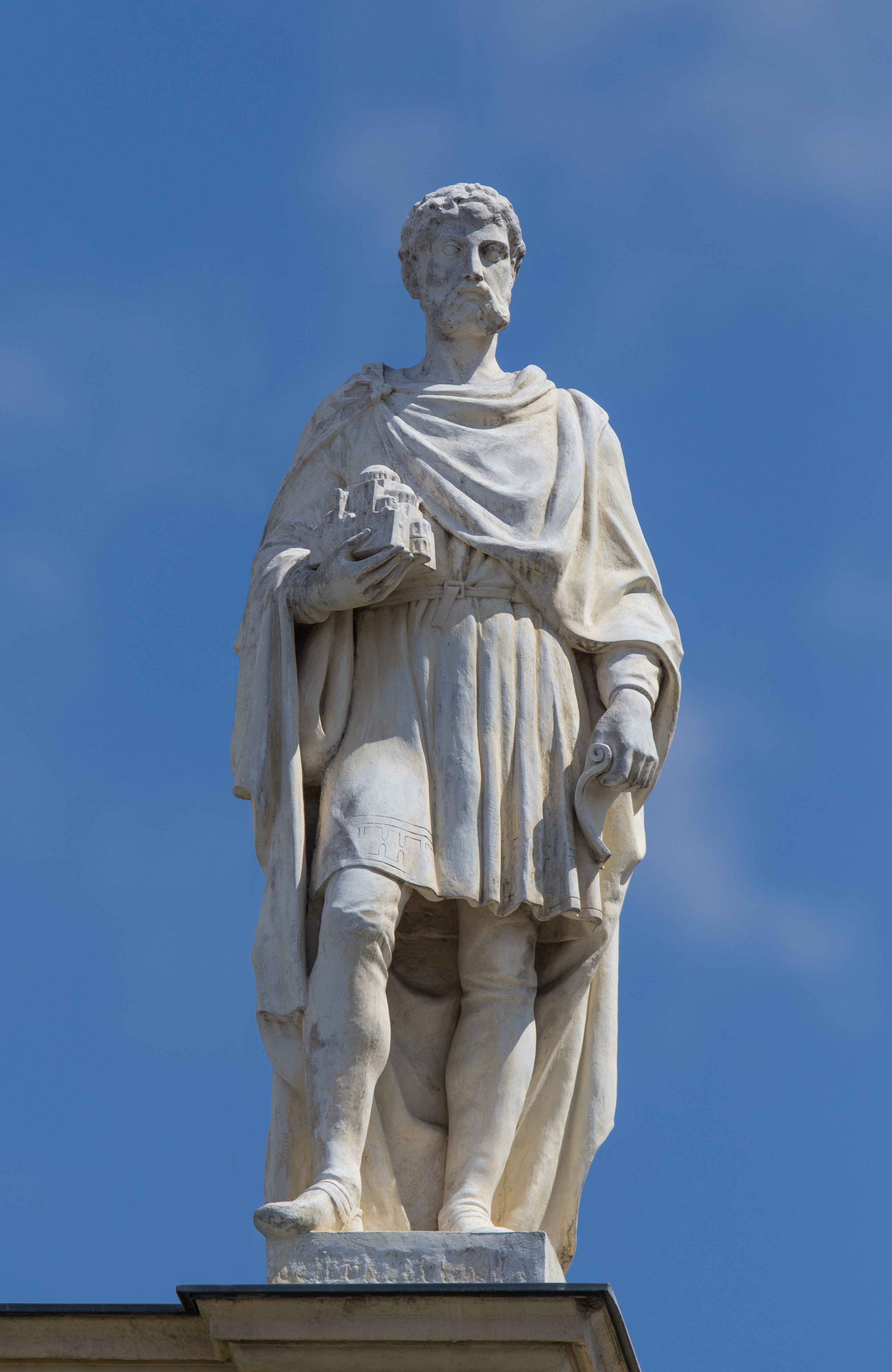
米利都的伊西多爾

米利都的伊西多爾（英語：Isidore of Miletus）是設計君士坦丁堡（今土耳其伊斯坦堡）聖索菲亞大教堂的兩位希臘建築師的其中一位（另一位是特拉勒斯的安提莫斯）。
拜占庭皇帝查士丁尼一世決意重建4世紀君士坦丁堡的巴西利卡，它在532年的尼卡暴動裡被摧毀。他僱用了米利都的伊西多爾及特拉勒斯的安提莫斯為建築師。
米利都的伊西多爾早期在埃及亞歷山大港教授物理學，後來轉至君士坦丁堡。他寫作了一部關於早期建築著作的評著。他又收集及傳揚阿什凱隆的歐托基奧斯（Eutocius of Ascalon）的著作，這些著作評論阿基米德和阿波奧里奧斯（Apollonius）的數學，有助重新引起對這些著作的興趣，使這些重要著作得以保存及傳承給後代。另外，米利都的伊西多爾又是一位出色的數學家，T型三角、拋物線的構建也出自他之手，還有傳聞中的《幾何原本》第十五卷。